# Laguna Coranto
La laguna Coranto es una laguna altoandina ubicada al sur del departamento de Potosí, a unos 15 km al este de la laguna Celeste y el volcán Uturuncu, a una altitud de 4382 m s. n. m. presenta unas dimensiones de 3,8 km de largo por 3,1 km de ancho con una superficie de 7,6 km². Presenta una pequeña isla en la parte norte de la laguna. Se encuentra en una zona de manantiales y lagunas como la de Kalina o Coruto, las más grandes de la zona.
- Datos: Q5169650